# Condado de Osage (Oklahoma)

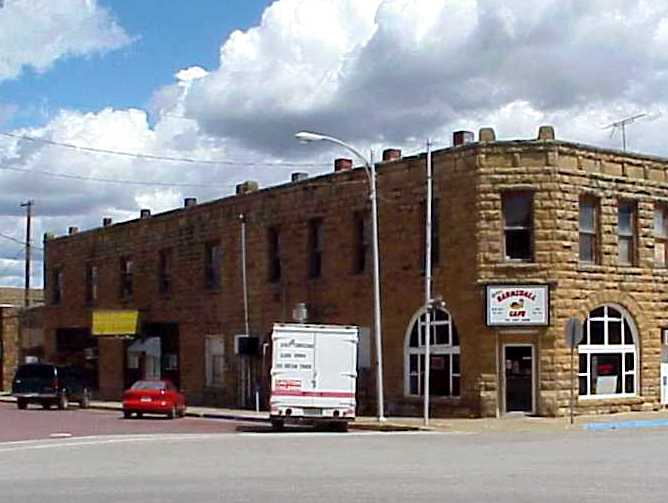
Banco de Bigheart en Barnsdall.

El condado de Osage (en inglés: Osage County), fundado en 1907, es un condado del estado estadounidense de Oklahoma. El condado forma parte de la reserva india de los osage. En el año 2000 tenía una población de 44.437 habitantes con una densidad de población de 8 personas por km². La sede del condado es Pawhuska.

## Geografía
Según la oficina del censo el condado tiene una superficie total de 5967 km² (2303,9 mi²), de los que 5830 km² (2251,0 mi²) son tierra y 137 km² (52,9 mi²) (2,30%) son agua.

### Condados adyacentes
- Condado de Cowley - norte
- Condado de Chautauqua - noreste
- Condado de Washington - este
- Condado de Tulsa - sureste
- Condado de Pawnee - suroeste
- Condado de Noble - suroeste
- Condado de Kay - oeste

## Demografía
Según el censo del 2000 la renta per cápita media de los habitantes del condado era de 34.477 dólares y el ingreso medio de una familia era de 40.784 dólares. En el año 2000 los hombres tenían unos ingresos anuales 31.148 dólares frente a los 23.652 dólares que percibían las mujeres. El ingreso por habitante era de 17.014 dólares y alrededor de un 13,20% de la población estaba bajo el umbral de pobreza nacional.

## Ciudades y pueblos
- Avant
- Barnsdall
- Bartlesville (de modo parcial)
- Burbank
- Fairfax
- Foraker
- Grainola
- Hominy
- McCord
- Osage
- Pawhuska
- Prue
- Sand Springs (de modo parcial)
- Shidler
- Skiatook (de modo parcial)
- Tulsa (de modo parcial)
- Webb City
- Wynona